# Turcey
Turcey é uma comuna francesa na região administrativa da Borgonha-Franco-Condado, no departamento de Côte-d'Or. Estende-se por uma área de 12,43 km². Em 2010 a comuna tinha 178 habitantes (densidade: 14,3 hab./km²).